# Dương Tinh
Dương Tinh (tiếng Trung: 杨晶; bính âm: Yáng Jīng; sinh tháng 12 năm 1953) là chính khách nước Cộng hòa Nhân dân Trung Hoa. Ông từng là Ủy viên Ban Bí thư Trung ương Đảng Cộng sản Trung Quốc khóa 18, Ủy viên Quốc vụ, Bí thư Ủy ban Công tác Cơ quan Quốc gia Trung ương Đảng Cộng sản Trung Quốc, Tổng Thư ký Quốc vụ viện Trung Quốc và Viện trưởng Học viện Hành chính Quốc gia. Dương Tinh là viên chức sắc tộc thiểu số đầu tiên đảm nhiệm chức Tổng Thư ký Quốc vụ viện Trung Quốc.
Trước khi tham gia vào vai trò lãnh đạo tại Quốc vụ viện, ông từng giữ chức vụ Chủ nhiệm Ủy ban Vấn đề các Dân tộc của Nhà nước Trung Quốc (2008-2013) và Chủ tịch Chính phủ nhân dân Khu tự trị Nội Mông Cổ (2003-2008). Ông là quan chức cao cấp không phải dân tộc Hán trong chính phủ Trung Quốc.
Ngày 24 tháng 2 năm 2018, Dương Tinh, Ủy viên Quốc vụ, nguyên Bí thư Trung ương Đảng khóa 18 bị Ủy ban Kiểm tra Kỷ luật Trung ương Đảng Cộng sản Trung Quốc thông báo đang bị điều tra về tội “vi phạm kỉ luật nghiêm trọng”. Cùng ngày ông bị cách chức Ủy viên Quốc vụ và Tổng thư ký Quốc vụ viện Trung Quốc.

## Tiểu sử

### Thân thế
Dương Tinh là người Mông Cổ sinh tháng 12 năm 1953 tại kỳ Jung Gar, khu tự trị Nội Mông Cổ.

### Giáo dục
Tháng 9 năm 1973, Dương Tinh được cử đi học nâng cao khoa động lực tại Học viện Công nghiệp Nội Mông Cổ nay là Đại học Công nghiệp Nội Mông Cổ.
Năm 1980 đến năm 1982, Dương Tinh theo học chuyên ngành văn học ngôn ngữ Trung Quốc khoa tiếng Trung Quốc tại Đại học Nội Mông Cổ.
Tháng 9 năm 1985 đến tháng 1 năm 1986, ông theo học lớp đào tạo ngắn hạn quản lý kinh tế tại Trường Đảng Khu ủy Khu tự trị Nội Mông Cổ.
Tháng 8 năm 1988 đến tháng 1 năm 1989, ông theo học lớp xây dựng Đảng tại Trường Đảng Khu ủy Khu tự trị Nội Mông Cổ.
Năm 1995 đến năm 1998, ông theo học tại chức chuyên ngành quản lý kinh tế công nghiệp, Viện Nghiên cứu sinh tại Viện Khoa học xã hội Trung Quốc.
Năm 2002 đến năm 2005, ông theo học chuyên ngành chính trị học lớp nghiên cứu sinh tại chức ở Trường Đảng Trung ương Đảng Cộng sản Trung Quốc.

### Sự nghiệp
Tháng 12 năm 1970, ở tuổi 17, Dương Tinh tham gia công tác làm công nhân cho nhà máy thiết bị nông nghiệp ở kỳ Chuẩn Cách Nhĩ, Khu tự trị Nội Mông Cổ. Tháng 8 năm 1976, ông gia nhập Đảng Cộng sản Trung Quốc. Năm 1977 đến năm 1980, Dương Tinh chuyển đến công tác ở Ban Tổ chức Kỳ ủy Chuẩn Cách Nhĩ và Ban Tổ chức Minh ủy Y Khắc Chiêu, Khu tự trị Nội Mông Cổ.
Năm 1982, sau khi tốt nghiệp Dương Tinh về làm thư ký cho Văn phòng Minh ủy Y Khắc Chiêu, Khu tự trị Nội Mông Cổ; Minh (Nội Mông Cổ) là tên gọi của đơn vị hành chính cấp địa khu tại Nội Mông Cổ. Năm 1983 đến năm 1985, ông giữ chức Bí thư Đoàn Thanh niên Cộng sản Minh ủy Y Khắc Chiêu, Khu tự trị Nội Mông Cổ. Năm 1985 đến năm 1988, ông được bổ nhiệm làm Phó Bí thư Kỳ ủy Đạt Lạp Đặc, Kỳ trưởng kỳ Đạt Lạp Đặc. Năm 1988 đến năm 1991, ông giữ chức Bí thư Kỳ ủy Đạt Lạp Đặc, Khu tự trị Nội Mông Cổ; Kỳ (Nội Mông Cổ) là tên gọi một đơn vị hành chính tại khu tự trị Nội Mông Cổ. Năm 1991, Dương Tinh chuyển công tác lên chính quyền Khu tự trị Nội Mông Cổ, giữ chức Phó Cục trưởng Cục Thống kê Khu tự trị Nội Mông Cổ. Năm 1992, ông được điều sang làm Cục trưởng Cục Du lịch Khu tự trị Nội Mông Cổ. Tháng 6 năm 1993, Dương Tinh được bổ nhiệm làm Bí thư Đoàn Thanh niên Cộng sản Khu ủy Khu tự trị Nội Mông Cổ. Năm 1996, ông được luân chuyển làm Bí thư Minh ủy Triết Lý Mộc, Khu tự trị Nội Mông Cổ, Chủ nhiệm Ủy ban Công tác Nhân đại Minh Triết Lý Mộc; Minh (Nội Mông Cổ) là tên gọi của đơn vị hành chính cấp địa khu tại Nội Mông Cổ.
Tháng 2 năm 1998, ông được bổ nhiệm giữ chức Ủy viên Ban Thường vụ Khu ủy Khu tự trị Nội Mông Cổ, Bí thư Thành ủy thành phố Hohhot đồng thời ông cũng được bầu kiêm nhiệm chức vụ Chủ nhiệm Ủy ban Thường vụ Đại hội đại biểu nhân dân thành phố Hohhot, Khu tự trị Nội Mông Cổ. Tháng 11 năm 2002, tại Đại hội Đảng Cộng sản Trung Quốc lần thứ 16, Dương Tinh được bầu làm Ủy viên dự khuyết Ban Chấp hành Trung ương Đảng Cộng sản Trung Quốc khóa XVI. Tháng 4 năm 2003, ông được bổ nhiệm làm Phó Bí thư Khu ủy Khu tự trị, Chủ tịch Chính phủ nhân dân Khu tự trị Nội Mông Cổ, mang hàm Bộ trưởng. Tháng 10 năm 2007, tại Đại hội Đảng Cộng sản Trung Quốc lần thứ 17, ông được bầu làm Ủy viên chính thức Ban Chấp hành Trung ương Đảng Cộng sản Trung Quốc khóa XVII. Tháng 3 năm 2008, tại Hội nghị lần thứ nhất của Đại hội đại biểu Nhân dân toàn quốc (gọi tắt là Nhân đại — Quốc hội Trung Quốc) khóa XI, Dương Tinh được bầu làm Chủ nhiệm Ủy ban Vấn đề các dân tộc Nhà nước Trung Quốc kiêm Phó Trưởng Ban Công tác Mặt trận Thống nhất Trung ương Đảng Cộng sản Trung Quốc. Tháng 8 năm 2011, ông được giao kiêm nhiệm chức vụ Bí thư tổ Đảng ủy ban Vấn đề các dân tộc Nhà nước Trung Quốc.
Ngày 14 tháng 11 năm 2012, tại phiên bế mạc của Đại hội Đảng Cộng sản Trung Quốc lần thứ 18, Dương Tinh được bầu làm Ủy viên Ban Chấp hành Trung ương Đảng Cộng sản Trung Quốc khóa XVIII. Sáng ngày 15 tháng 11 năm 2012, tại phiên họp toàn thể đầu tiên của Ủy ban Trung ương Đảng Cộng sản Trung Quốc khóa 18, ông được bầu làm Bí thư Ban Bí thư Trung ương Đảng Cộng sản Trung Quốc. Ngày 16 tháng 3 năm 2013, tại kỳ họp thứ nhất Đại hội đại biểu nhân dân toàn quốc (Quốc hội Trung Quốc - NPC) khóa XII, ông được bầu giữ chức vụ Ủy viên Quốc vụ, Bí thư tổ Đảng Cơ quan Quốc vụ viện, Tổng Thư ký Quốc vụ viện Trung Quốc, Bí thư Ủy ban Công tác Cơ quan Quốc gia Trung ương Đảng Cộng sản Trung Quốc, Viện trưởng Học viện Hành chính Quốc gia.

#### Sau Đại hội Đảng Cộng sản Trung Quốc lần thứ 19
Tháng 10 năm 2017, tại Đại hội Đảng Cộng sản Trung Quốc lần thứ XIX, Dương Tinh 64 tuổi, chưa đến tuổi nghỉ hưu, nhưng đã không được bầu vào Bộ Chính trị và Ban Bí thư Trung ương Đảng, đồng thời ông cũng không trúng cử Ủy viên Trung ương Đảng. Đầu tháng 11 năm 2017, trang web của Ủy ban Công tác các cơ quan nhà nước cho biết, Bộ trưởng Bộ Tài chính Tiêu Tiệp đã thay Dương Tinh nhậm chức Bí thư Ủy ban Công tác các cơ quan quốc gia trung ương, Bí thư tổ Đảng Quốc vụ viện, đồng thời kiêm nhiệm chức Phó Tổng thư ký Quốc vụ viện.

## Vi phạm nghiêm trọng kỷ luật
Ngày 24 tháng 2 năm 2018, Tân Hoa Xã đưa tin, Dương Tinh bị cáo buộc vi phạm kỷ luật Đảng, có quan hệ “không phù hợp” với một số chủ doanh nghiệp bất hợp pháp, sử dụng ảnh hưởng chính trị để thực hiện những hành vi trái pháp luật. Ngoài ra, một số thành viên gia đình ông cũng bị cáo buộc nhận hối lộ. Trong quá trình bị thẩm tra, Dương Tinh đã nhận sai lầm và hối lỗi.
Hội nghị của Bộ Chính trị Đảng Cộng sản Trung Quốc sau khi xem xét báo cáo của Ủy ban Kiểm tra Kỷ luật đã quyết định khai trừ lưu đảng một năm đối với Dương Tinh, bãi bỏ chức vụ hành chính, giáng cấp từ bậc phó quốc gia xuống trưởng bộ. Cũng trong ngày 24 tháng 2 năm 2018, Hội nghị Ủy ban Thường vụ Nhân đại toàn quốc khóa XII cũng đã biểu quyết thông qua việc bãi bỏ chức vụ Ủy viên Quốc vụ và Tổng thư ký Quốc vụ viện đối với Dương Tinh.